# Eisenacher Burg

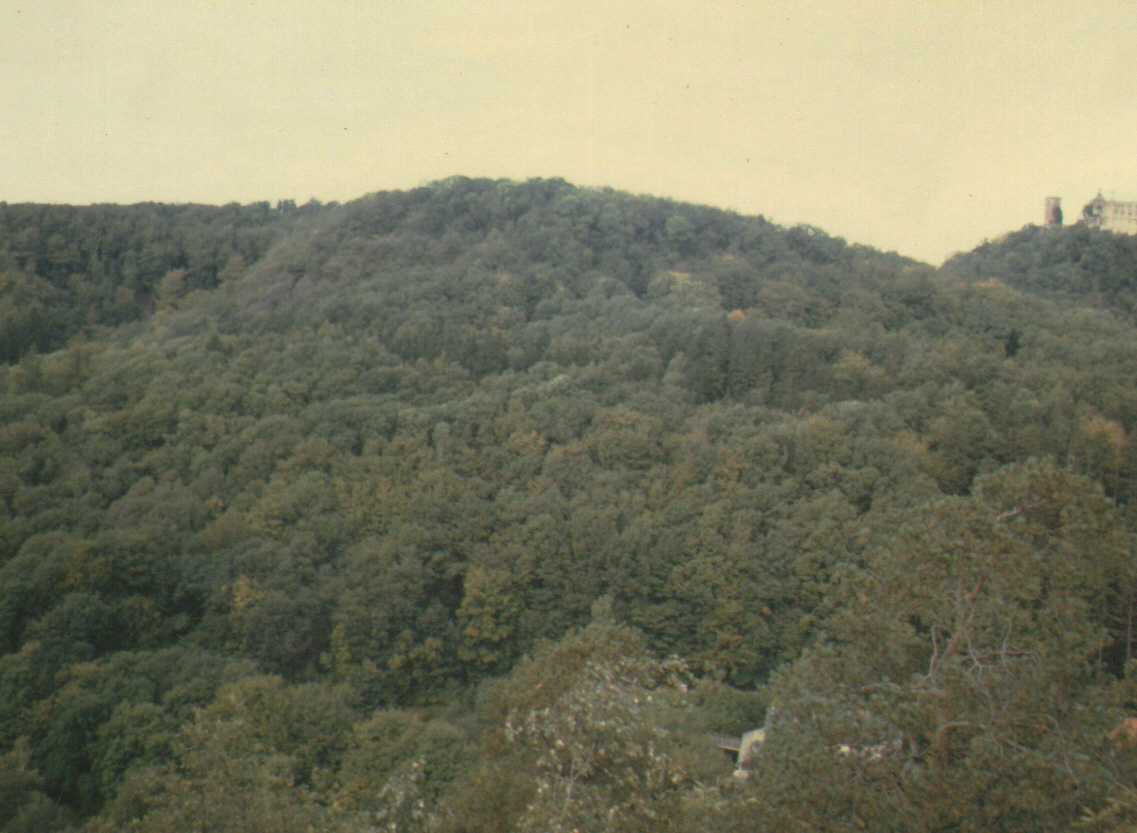
O monte onde se erguia o Eisenacher Burg visto de leste.

O Eisenacher Burg (Castelo de Eisenach) foi um castelo medieval alemão, cujo sítio arqueológico está localizado no território da cidade de Eisenach, Estado da Turíngia, na mesma colina arborizada, cerca de 500 metros a sul do Castelo de Wartburg.

## História
Durante a Guerra de Sucessão da Turíngia (1247-1263) travaram-se combates, entre 1260 e Janeiro de 1262, pelo Castelo de Wartburg e pela posse da cidade de Eisenach. Em Wartburg, uma guarnição de wettinianos pôde manter-se contra a ocupação dos sitiantes (tropas de Braunschweig e do Hesse, reforçadas por uma milícia de Eisenach). O Eisenacher Burg ficou, portanto, cercado com o bloqueio da estrada a sul de acesso à cidade de Eisenach e ao Wartburg. Sobre o aspecto do castelo pouco se sabe. O lugar exposto, constituido por um planalto protegido por paredes de pedra e encostas íngremes, garantia essa posição.
A segunda fase de utilização do Eisenacher Burg data de 1306/1308. O rei Alberto de Habsburgo montou cerco a Wartburg e escolheu o Eisenacher Burg como acampamento militar. Também nestas batalhas se encontravam habitantes de Eisenach e contingentes de outras cidades turíngias (Erfurt, Mühlhausen, Nordhausen) a lutar ao lado dos sitiantes.
O capitão real, Conde de Weilnau, deixou o Eisenacher Burg edificado com torres, paliçadas e blocos de casas. O Castelo de  Wartburg foi, por vezes, atingido por projécteis de trabuco, sendo afectados o palácio e a muralha sul.
Numa viagem de reconhecimento a Eisenach, o Conde de Weilnau caíu numa emboscada e foi levado para o Castelo de Wartburg, onde morreu após um curto encarceramento. Até à cessação das hostilidades, em Maio de 1308, o Eisenacher Burg foi uma ameaça constante para o Castelo de Wartburg.
Durante as escavações arqueológicas levadas a cabo no planalto durante o Verão de 1995, além de testemunhos do cerco medieval, também foram documentados vestígios mais antigos de ocupação humana, datados da Idade do Ferro.

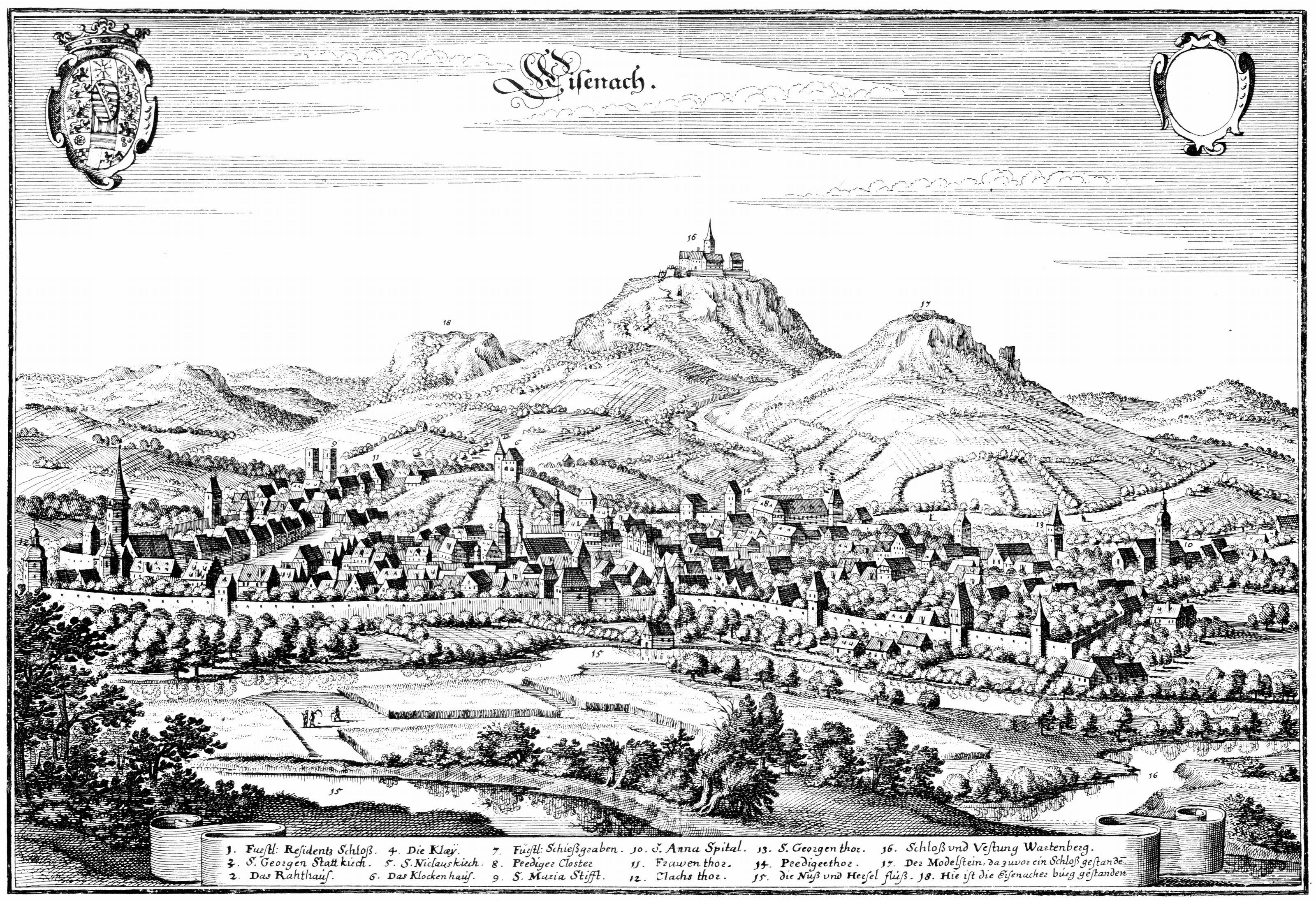
Eisenach em 1647, por Merian
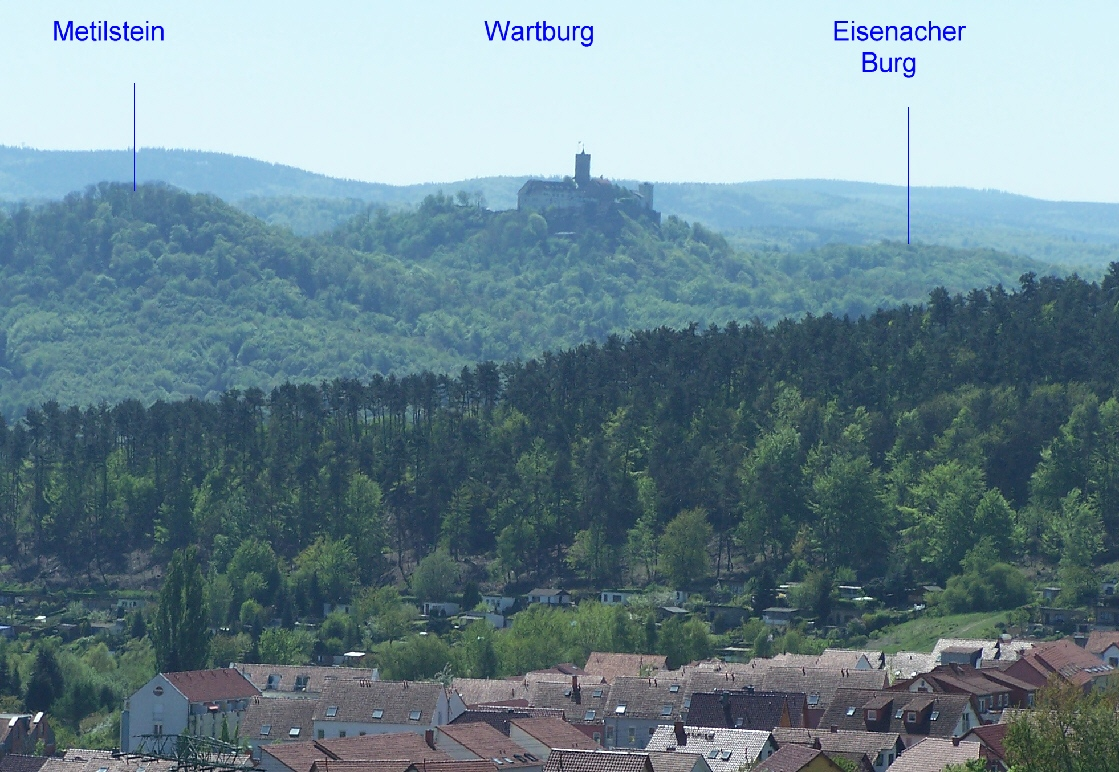
imagem panorâmica vista do Moseberg
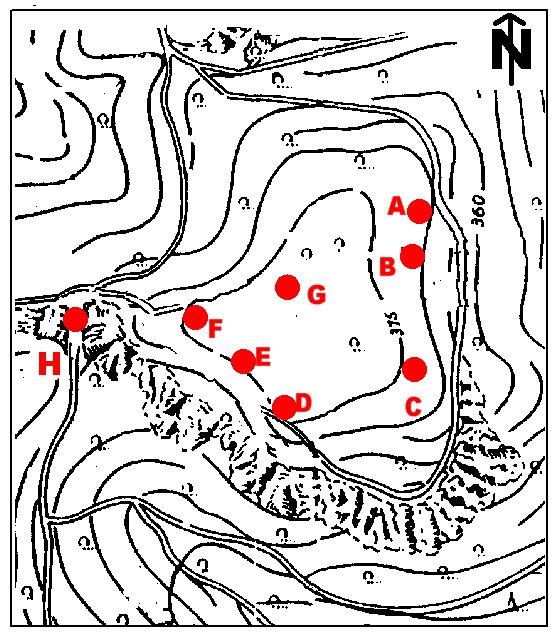
Planta geral (de acordo com Beck/Schwarz)
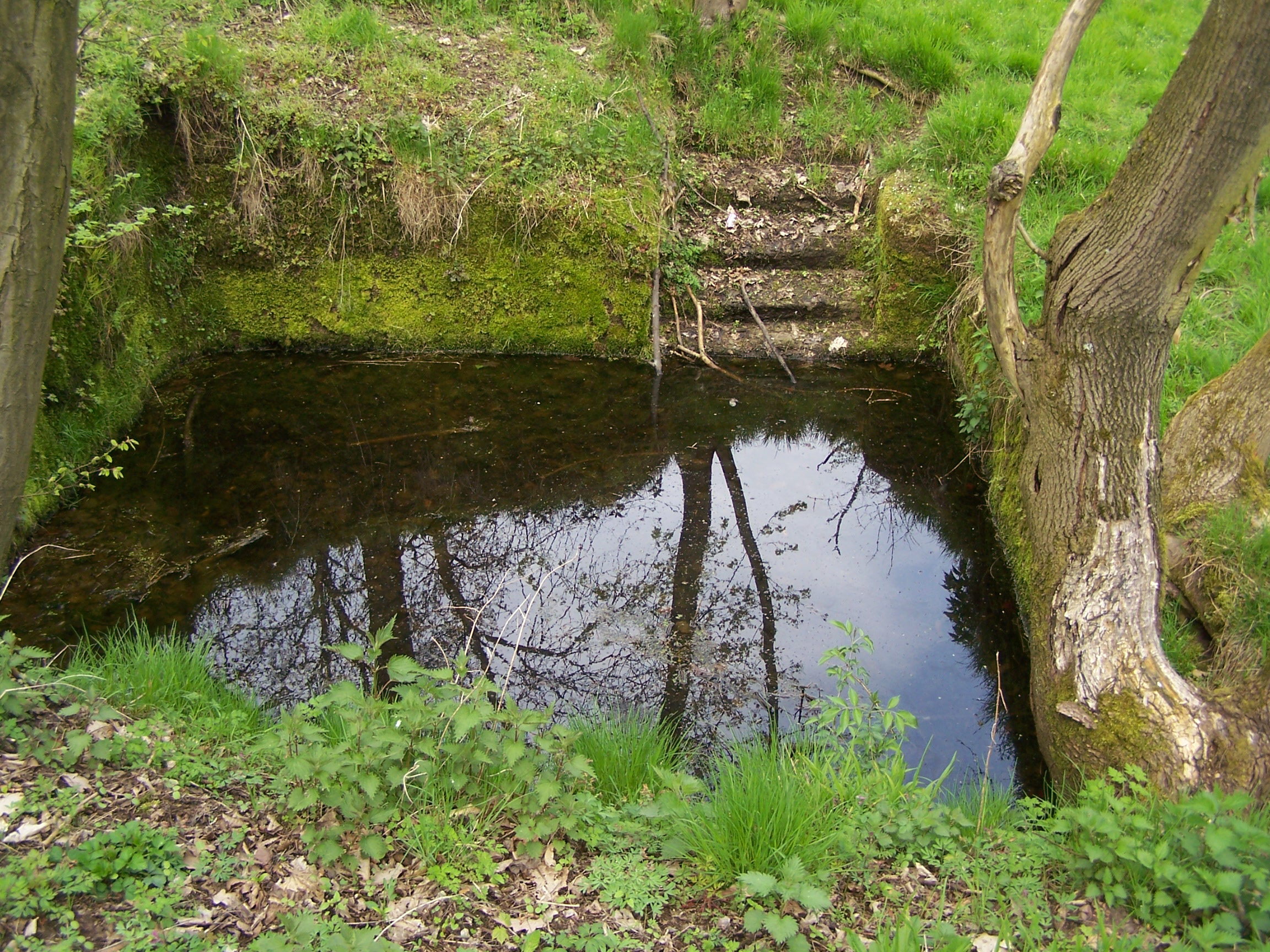
Achado C

## Arquitectura
O Eisenacher Burg não é bem perceptível no terreno. Podem encontrar-se incorporadas na rocha as localizações das torres de defesa (na planta geral marcadas de A a F), a torre de menagem (marcada com G) e a incisão na rocha dos lugares dos trabucos  (marcada com H).

## Descobertas
Entre os achados arqueológicos do Eisenacher Burg encontra-se o alicerce afundado duma torre com acesso de escada (imagem acima, legendada como "achado C". Devido ao escoamento de águas entupido, encontra-se agora parcialmente alagado com as águas da chuva.